# Jim Carrey
Pour les articles homonymes, voir Carrey.
James Carrey, dit Jim Carrey, né le 17 janvier 1962 à Newmarket, en Ontario (Canada), est un acteur, humoriste, producteur, scénariste, peintre et sculpteur canado-américain.
Il se fait connaître au cinéma en 1994 avec Ace Ventura, détective chiens et chats, The Mask et Dumb and Dumber. Ces comédies sont basées sur un humour gestuel et de nombreuses grimaces, ce qui deviendra sa marque de fabrique.
Il joue également dans Ace Ventura en Afrique (1995), Disjoncté (1996), Menteur, menteur (1997), Fous d'Irène (2000) et Bruce tout-puissant (2003). Parallèlement, il fera des films dramatiques avec The Truman Show (1998), Man on the Moon (1999), The Majestic (2001) et Eternal Sunshine of the Spotless Mind (2004). Ses performances lui valent deux Golden Globes.
Il fait par la suite essentiellement des productions destinées à la jeunesse, comme Les Désastreuses Aventures des orphelins Baudelaire (2004), Le Drôle de Noël de Scrooge (2009), Monsieur Popper et ses pingouins (2011) et L'Incroyable Burt Wonderstone (2013). 
Ses passages au registre du film d'action et ses retours au dramatique, tels Kick-Ass 2 (2013) et Dark Murders (2016), sont moins appréciés par le grand public. Il revient sur le devant de la scène médiatique en jouant le rôle du Dr Robotnik dans Sonic (2020), puis dans ses suites, Sonic 2 (2022) et Sonic 3 (2024).

## Biographie

### Jeunesse
James Eugene Carrey naît le 17 janvier 1962 à Newmarket en Ontario (Canada). Il est le quatrième enfant de Perci Carrey, musicien de jazz et comptable, et de Kathleen Carrey, femme au foyer, après deux filles, Rita et Patricia, et un premier fils, John. Il est élevé dans une famille catholique d'origines française (initialement le nom de sa famille, originaire de Saint-Malo, était Carré) et écossaise[réf. nécessaire].
À l'âge de sept ans, il se découvre un talent pour la comédie, il s'entraîne à faire des grimaces devant un miroir, pour finir par se produire dans de petits spectacles organisés par sa classe. Très vite son père décèle du talent chez son fils et décide de l'aider à organiser des spectacles dans différents cabarets à Toronto. Malheureusement la réussite n'est pas au rendez-vous et Carrey arrête l'école à seize ans pour rejoindre son père dans une usine de pneus.

### Vie privée

#### Relations

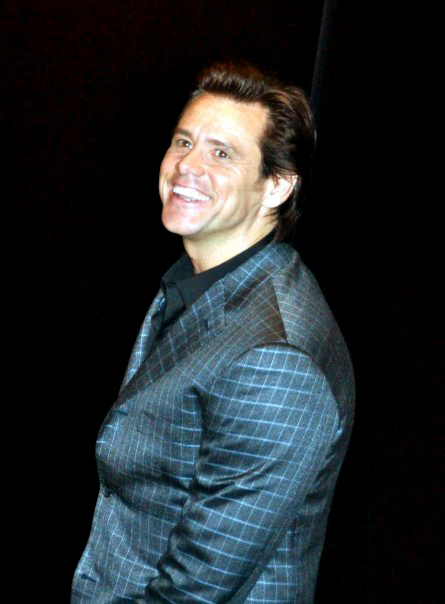
Jim Carrey au festival de Cannes 2009, pour la présentation de I Love You Phillip Morris.

En 1988, Jim Carrey se marie avec Melissa Womer, rencontrée l'année précédente au Comedy Store, l'ancien lieu de travail de Melissa. La même année, ils ont une fille, Jane Erin Carrey (née le 6 septembre 1987).
Divorcé en 1995, il épouse alors l'actrice Lauren Holly, rencontrée sur le tournage de Dumb and Dumber, mais se séparent en 1997.
Pendant le tournage de Fous d'Irène (2000), il entretient une relation avec Renée Zellweger. Et plus tard, une relation avec la mannequin danoise Betine Holte.
Il vit ensuite avec la comédienne et mannequin Jenny McCarthy. Ils annoncent officiellement leur séparation le 6 avril 2010.
Le 27 février 2010, sa fille Jane Erin Carrey donne naissance un garçon, Riley Jackson, et devient donc grand-père.
Jim Carrey se met ensuite en couple avec Cathriona White, une maquilleuse irlandaise. Elle se suicide en septembre 2015 alors qu'ils ne sont plus ensemble. Jim Carrey en est très affecté et assiste à son enterrement.
De janvier à octobre 2019, il a une relation avec Ginger Gonzaga.

#### Vie personnelle
Au début des années 1990, il fait partie avec sa famille d'une église presbytérienne.
Il obtient la nationalité américaine le 7 octobre 2004, et détient désormais la double nationalité américaine et canadienne.
Il est un grand fan de la série Les Experts : Miami, comme il le montre en 2007 lors de son passage dans Late Show with David Letterman. Sur le plateau, il fait une imitation de David Caruso remettant ses fameuses lunettes.
Jim Carrey, qui pratique la méditation transcendantale, reçoit un diplôme honorifique de docteur en beaux-arts au cours de la cérémonie qui s'est tenue à l'Université Maharishi de management (en) à Fairfield dans l'Iowa, : « comme beaucoup d'entre vous, j'étais inquiet au sujet de sortir dans le monde et de faire quelque chose de plus grand que moi, jusqu'à ce que quelqu'un de plus intelligent que moi m'ait fait comprendre qu'il n'y a rien de plus grand que moi. Mon âme n'est pas contenue dans les limites de mon corps, mon corps est contenu dans l'illimité de mon âme ».
Il est bilingue et parle français.

## Carrière

### Premières expériences et début de carrière
Bien que sa première expérience d'humoriste n'ait pas été un succès, Carrey s'essaye au stand-up et se produit où l'on veut bien l'accueillir. Ainsi il devient tête d'affiche au Yuk Yuk's de Toronto ; un critique du Toronto Star qualifie même Carrey de « véritable star qui prend vie ». C'est ainsi qu'en 1981, âgé de dix-neuf ans, il quitte son pays natal (Canada) pour rejoindre Los Angeles en Californie avec seulement 1 000 dollars en poche,.

### Débuts à Hollywood
Arrivé en Californie, Jim Carrey tente sa chance au Comedy Store de Mitzi Shore ; son abattage et son style particulier en font bientôt une vedette de la troupe.
C'est ainsi que Rodney Dangerfield le remarque et le prend avec lui en tournée à travers les États-Unis. Auréolé de sa toute nouvelle notoriété, l'acteur se tourne vers la télévision, auditionnant pour le casting de la saison 1980-1981 de Saturday Night Live. Il n'est pas retenu pour l'émission.
Il décroche un premier rôle comique à la télévision en 1983 dans le téléfilm Introducing... Janet et intègre l'émission de la NBC The Duck Factory la même année.
Il obtient son premier rôle marquant au cinéma en 1983 dans la comédie Copper Mountain, qui exploite déjà son incroyable plasticité, dans lequel il fait d'ailleurs son imitation de Sammy Davis, Jr.
En 1986, il apparaît dans Peggy Sue s'est mariée, de Francis Ford Coppola, aux côtés de Nicolas Cage, puis joue aux côtés de Clint Eastwood dans L'Inspecteur Harry : La Dernière Cible.
En 1990 Il obtient un rôle dans la série télévisée In Living Color (en). Il participe aux cinq saisons de cette comédie créée par Keenen Ivory Wayans pour la chaîne FOX.

### Premiers succès populaires (1994-1997)
En 1994, sa carrière prend un virage décisif avec trois films, Ace Ventura, détective chiens et chats, The Mask (qui lui vaut sa première nomination au Golden Globe du meilleur acteur dans un film musical ou une comédie), rendant hommage aux procédés comiques et visuels de Tex Avery, et Dumb and Dumber. Sa carrière est lancée.
En 1995, fort de son succès, il incarne le méchant, Edward Nygma, dans Batman Forever de Joel Schumacher. Puis accepte de reprendre son rôle du détective animalier pour Ace Ventura en Afrique. Le film confirme la popularité du personnage auprès du grand public, mais ne convainc pas la critique.
En 1996, il enchaîne avec la comédie satirique réalisée par Ben Stiller. Disjoncté, il accepte de jouer un personnage plus ambigu que dans ses films précédents, et livre pour cela une performance plus complexe. Le film reçoit un accueil critique mitigé, mais connaît un large succès commercial.
En 1997, la comédie Menteur, menteur de Tom Shadyac lui permet de convaincre critiques et public. Il décroche une seconde nomination au Golden Globe du meilleur acteur dans un film musical ou une comédie. Il confirme alors le style qu'il adopte dans tous ces films comiques, évocateur de celui de Jerry Lewis, pour lequel il confesse d'ailleurs son admiration.

### Confirmation critique (1998-2004)

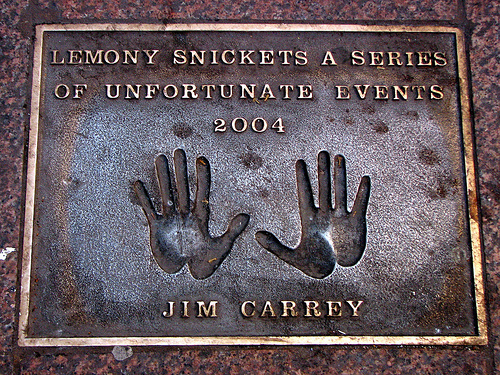
Les empreintes de Jim Carrey sur le Leicester Square (Londres).

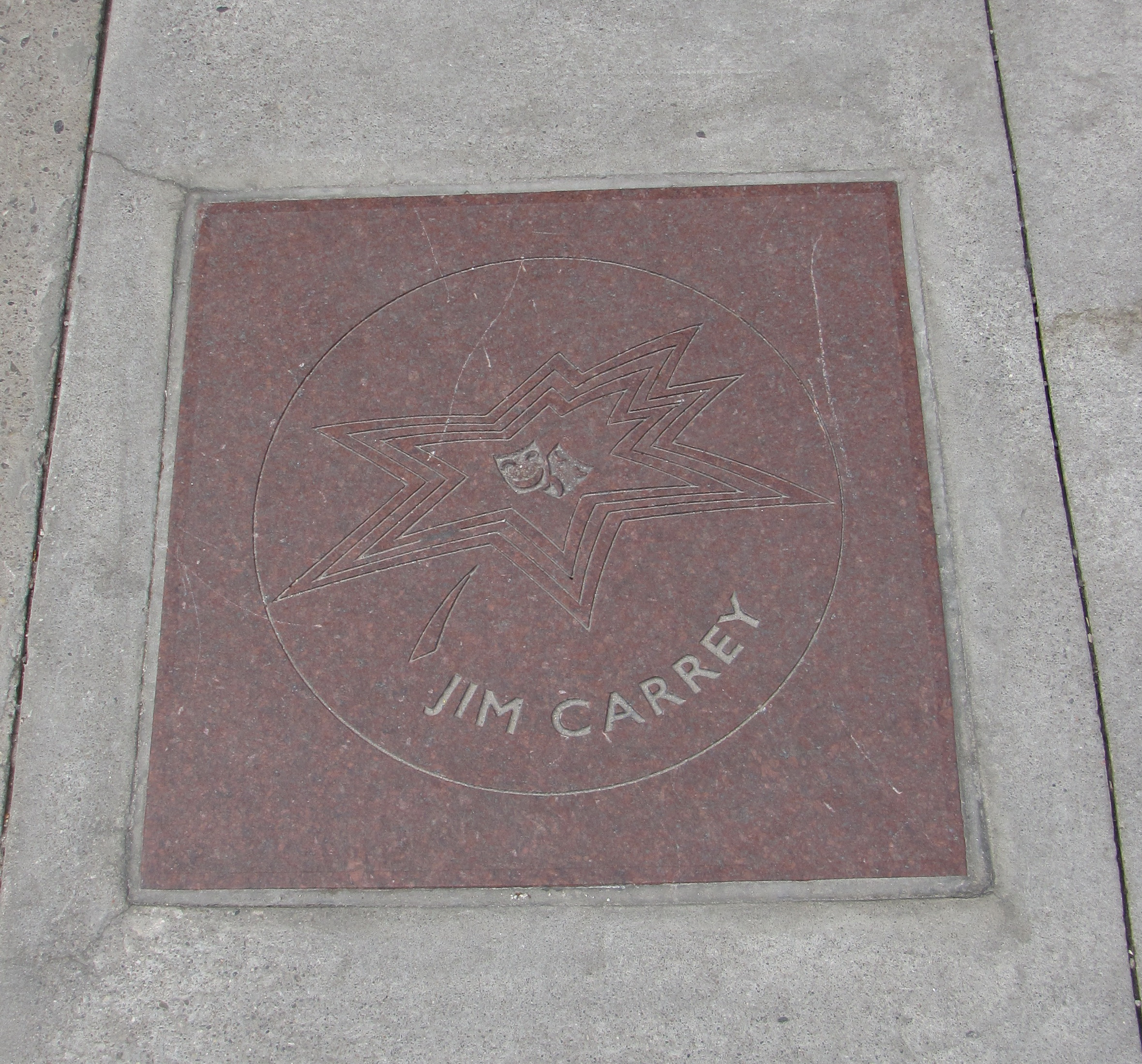
L'étoile de Jim Carrey sur l'Allée des célébrités canadiennes

En 1998, il joue dans la comédie dramatique et satirique The Truman Show de Peter Weir, qui connait un immense succès critique et commercial. Son interprétation est récompensée par un Golden Globe du meilleur acteur dans un film dramatique la même année.
En 1999, il interprète Andy Kaufman, dans Man on the Moon, un biopic réalisé par Miloš Forman. il livre une performance acclamée par l'ensemble de la profession, même si certaines critiques émergeront sur sa façon d'appliquer la méthode Stanislavski, qui a conduit à des difficultés avec l'équipe technique pendant le tournage. Il décroche le Golden Globe du meilleur acteur dans un film musical ou une comédie.
En 2000, il joue dans la comédie Fous d'Irène, de Peter et Bobby Farrelly, incarnant un policier atteint de schizophrénie. Il partage l'affiche avec Renée Zellweger. Le film, fonctionne très bien au box-office, mais ne convainc pas la critique.
La même année, il joue Le Grinch, réalisé par Ron Howard. Le film est un énorme succès commercial, et lui permet de décrocher une quatrième nomination au Golden Globe du meilleur acteur dans un film musical ou une comédie.
En 2001, il collabore avec le cinéaste, Frank Darabont, pour The Majestic, mais le film est un échec commercial, et critique.
En 2003, il retrouve le réalisateur Tom Shadyac pour Bruce tout-puissant, où il interprète un journaliste se retrouvant doté des pouvoirs de Dieu, incarné par Morgan Freeman. Il partage l'affiche avec Jennifer Aniston. Le film est un succès dans le monde entier.
En 2004, il revient au registre dramatique en donnant la réplique à Kate Winslet dans Eternal Sunshine of the Spotless Mind de Michel Gondry. Le film, lui vaut en 2005 une cinquième nomination au Golden Globe du meilleur acteur dans un film musical ou une comédie et une nomination pour le British Academy Film Award du meilleur acteur. Il remporte aussi le San Diego Film Critics Society Awards pour son interprétation.
La même année, il tient le rôle principal de l'adaptation cinématographique des romans pour jeunesse, Les Désastreuses Aventures des orphelins Baudelaire de Daniel Handler. Dans ce film reprenant l'intrigue des trois premiers tomes de la série, Carrey joue le personnage du Comte Olaf, et sa performance est acclamée par la critique.

### Diversification (2005-2009)

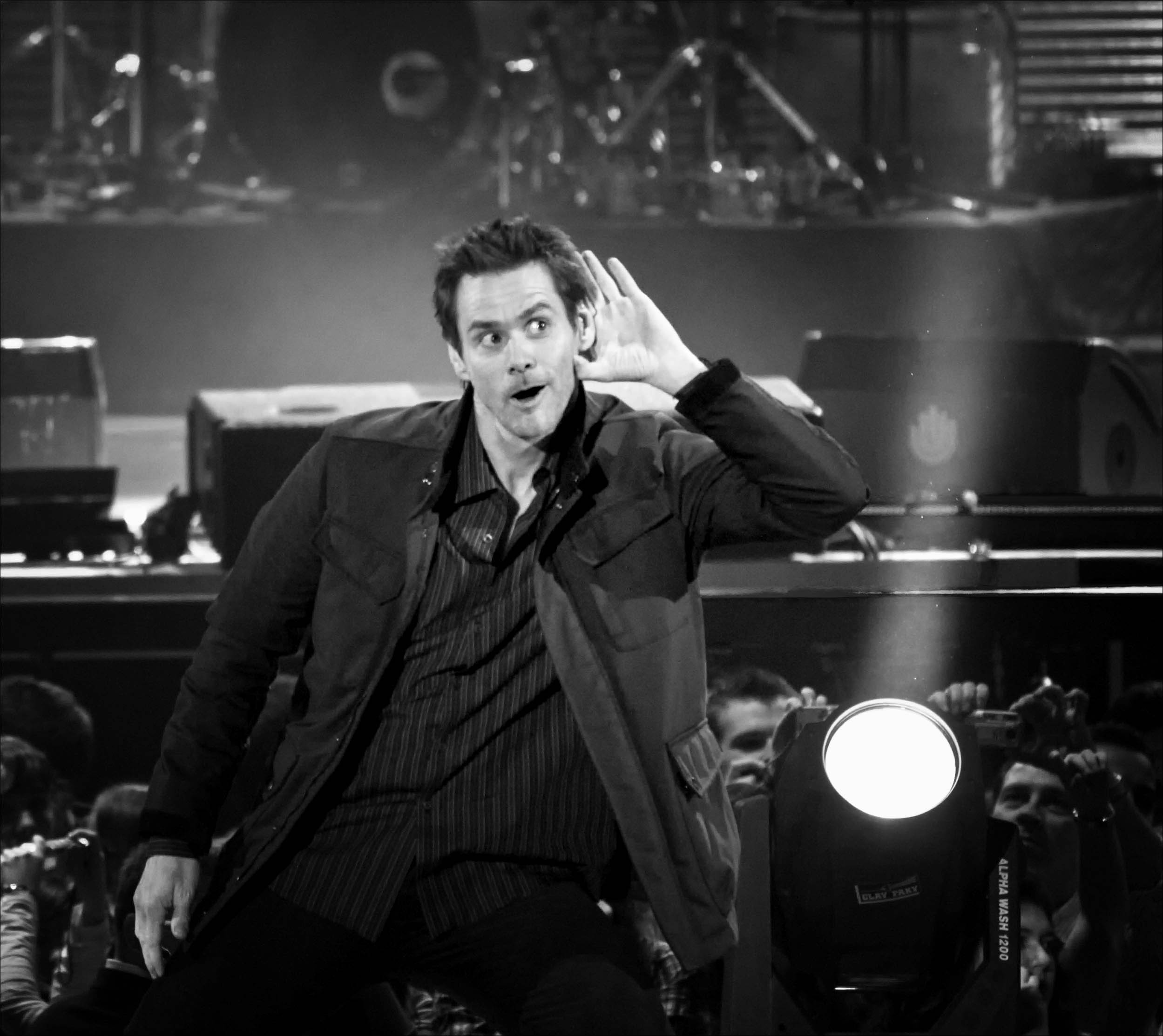
Jim Carrey lors du Premios 40 Principales à Madrid, le 9 décembre 2008.

En 2005, il joue dans la comédie Braqueurs amateurs, aux côtés de Téa Leoni, et co-scénarisée par Judd Apatow. Malgré des critiques mitigées, le film marche bien au box-office.
En 2007, il retrouve le réalisateur Joel Schumacher pour le thriller psychologique Le Nombre 23. Le film fonctionne commercialement, mais est mal reçu par la critique, au point de valoir au comédien une nomination au Razzie Award du pire acteur. Il avait déjà été nommé en 1994 pour Pire Nouvelle Star, pour ses trois hits de l'année 1994 The Mask, Dumb and Dumber et Ace Ventura, détective chiens et chats.
En 2008 il fera le doublage du personnage principal du film d’animation Horton, le film est un succès critique et commercial. Après Le Grinch, il s'agit de la seconde adaptation d'une œuvre de Dr Seuss, pour Carrey.
En 2009, il joue dans la comédie Yes Man, qui fonctionne au box-office, puis partage l'affiche de I Love You Phillip Morris avec Ewan McGregor, une comédie dramatique écrite et réalisée par Glenn Ficarra et John Requa. Son interprétation est remarquée par la critique, et lui vaut quelques nominations.

### Irrégularité commerciale et déception critique (2010-2019)

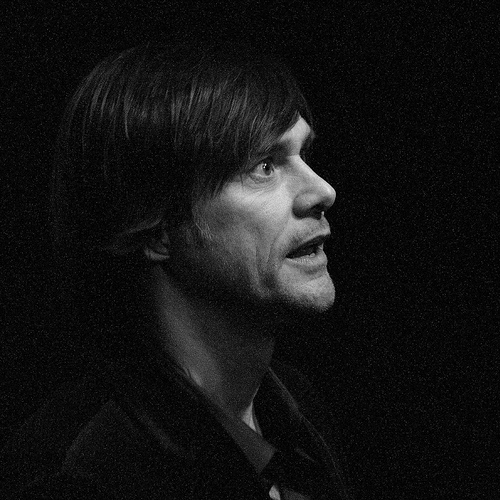
Jim Carrey à la Cinémathèque française en 2010 lors d'une projection du film I Love You Phillip Morris.

En 2010 Il est la tête d'affiche de Le Drôle de Noël de Scrooge, adaptation du célèbre roman homonyme de Charles Dickens par Robert Zemeckis, qui utilise la capture de mouvement déjà expérimentée par le cinéaste dans Le Pôle express et La Légende de Beowulf. Carrey prête son image à quatre personnages Ebenezer Scrooge, le fantôme de Noël passé, le fantôme de Noël présent et le fantôme de Noël futur. Il s'est, par ailleurs, inspiré de l'interprétation d'Alastair Sim.
En 2011, il joue dans Monsieur Popper et ses pingouins, qui connaît un succès au box-office, mais un échec pour la critique.
En 2013, il connait un échec commercial avec L'Incroyable Burt Wonderstone, comédie sur un duo de magiciens de Las Vegas, dont l'un est joué par Steve Carell.
La même année, il participe à la comédie d'action Kick-Ass 2, dont il se désolidarise durant la promotion du film, en raison de la violence du film qu'il préfère désavouer par égard à une actualité américaine prégnante. Le film est une déception commerciale.
En 2014, il retrouve Jeff Daniels pour Dumb and Dumber De, puis Laurie Holden (sa partenaire dans The Majestic) et Kathleen Turner. Si les critiques sont mauvaises, le film connaît le succès au box-office.
En 2016, il est à l'affiche de The Bad Batch, aux côtés de Keanu Reeves et Jason Momoa. Ce long-métrage d'Ana Lily Amirpour est distribué par Netflix. La même année, un autre projet passe véritablement inaperçu le polar indépendant Dark Murders, réalisé par Alexandros Avranas, dont il est la tête d'affiche.
En 2018 il est l'interprète principal de la nouvelle série télévisée Kidding, qui marque ses retrouvailles avec le réalisateur français Michel Gondry. Il y est entouré de Frank Langella, Judy Greer et Catherine Keener. Si la série divise la critique, elle se voit commander une deuxième saison par la chaîne Showtime.

### Retour au succès (depuis 2020)
En 2020, il revient au cinéma dans Sonic, le film, qui marque son retour dans les films comiques à gros budget. Il y incarne l'antagoniste le Docteur Eggman. Avec plus de 58 millions de dollars de recettes récoltées en seulement une journée, il est le meilleur démarrage d’un jour férié aux États-Unis, mais aussi le meilleur démarrage pour une adaptation de jeu vidéo de tous les temps au cinéma,,,.
En 2020, il publie Memoirs and Misinformation, coécrit avec le journaliste Dana Vachon, qui paraît en français l'année suivante sous le titre Mémoires floues. En septembre, au cours des dernières étapes de l'élection présidentielle américaine, il est annoncé que Carrey incarnerait le candidat à la présidence Joe Biden lors de la 46e saison de Saturday Night Live, prenant la place de Jason Sudeikis, Woody Harrelson et John Mulaney. Cependant, le style comique énergique de Carrey s'est heurté à la personnalité discrète de Biden, produisant une imitation qui manquait d'authenticité et n'a pas réussi à impressionner les téléspectateurs et les critiques.[réf. nécessaire] Le 19 décembre 2020, Carrey a annoncé qu'il démissionnerait du rôle de Biden sur Saturday Night Live, déclarant qu'il avait un contrat de six semaines. Alex Moffat, membre de la distribution, réussit à convaincre Carrey d’incarner Biden lors du pré-générique de l'épisode animé par Kristen Wiig le même jour.
En 2022, il apparaît en tant que narrateur de l'album Dawn FM de The Weeknd. Il revient également au cinéma en incarnant à nouveau le Docteur Eggman pour Sonic 2, le film.
En avril 2022, il prévoit de prendre sa retraite de l'industrie du cinéma, expliquant qu'il avait « fait assez », et que c'« était suffisant ». Lorsqu'on lui demande s'il peut un jour revenir, sa réponse est alors : « Cela dépend. Si les anges apportent une sorte de script écrit à l'encre d'or qui me dit qu'il va être vraiment important pour les gens de voir, je pourrais continuer sur la route, mais je fais une pause. »
Il accepte finalement de participer au film Sonic 3, sorti en 2024, où il incarne le double rôle du Dr Robotnik et de son grand-père. Le film reçoit des critiques positives, se classe n°1 le jour de sa sortie et est un triomphe au box-office mondial,.

## Filmographie

### Cinéma

#### Longs métrages
- 1983 : Copper Mountain de David Mitchell : Bobby Todd
- 1985 : Vampire Forever (Once Bitten) de Howard Storm : Mark Kendall
- 1986 : Peggy Sue s'est mariée (Peggy Sue Got Married) de Francis Ford Coppola : Walter Getz
- 1988 : La Dernière Cible (The Dead Pool) de Buddy Van Horn : Johnny Squares
- 1988 : Objectif Terrienne (Earth Girls Are Easy) de Julien Temple : Wiploc
- 1994 : Ace Ventura, détective chiens et chats (Ace Ventura: Pet Detective) de Tom Shadyac : Ace Ventura
- 1994 : The Mask de Chuck Russell : Stanley Ipkiss / The Mask
- 1994 : Dumb and Dumber des Frères Farrelly : Lloyd Christmas
- 1995 : Batman Forever de Joel Schumacher : Edward Nygma/ l'Homme-Mystère
- 1995 : Ace Ventura en Afrique (Ace Ventura: When Nature Calls) de Steve Oedekerk : Ace Ventura
- 1996 : Disjoncté (The Cable Guy) de Ben Stiller : Chip Douglas / le type du câble
- 1997 : Menteur, menteur (Liar Liar) de Tom Shadyac : Fletcher Reede
- 1998 : The Truman Show de Peter Weir : Truman Burbank
- 1998 : Simon Birch de Mark Steven Johnson : Joe Wenteworth adulte
- 1999 : Man on the Moon de Miloš Forman : Andy Kaufman
- 2000 : Fous d'Irène (Me, Myself and Irene) de Peter et Bobby Farrelly : Charlie Baileygates / Hank Evans
- 2000 : Le Grinch (Dr. Seuss' How the Grinch Stole Christmas!) de Ron Howard : le Grinch
- 2001 : The Majestic de Frank Darabont : Peter Appleton / Luke Trimble
- 2003 : Bruce tout-puissant (Bruce Almighty) de Tom Shadyac : Bruce Nolan
- 2004 : Eternal Sunshine of the Spotless Mind de Michel Gondry : Joel Barish
- 2004 : Les Désastreuses Aventures des orphelins Baudelaire (Lemony Snicket's A Series of Unfortunate Events) de Brad Silberling : le comte Olaf, Stéphano, le capitaine Sham
- 2005 : Braqueurs amateurs (Fun with Dick and Jane) de Dean Parisot : Dick Harper
- 2007 : Le Nombre 23 (The Number 23) de Joel Schumacher : Walter Sparrow
- 2008 : Yes Man de Peyton Reed : Carl Allen
- 2009 : I Love You Phillip Morris de Glenn Ficarra et John Requa : Steven Jay Russell
- 2011 : Monsieur Popper et ses pingouins (Mr. Popper's Penguins) de Mark Waters : M. Popper
- 2013 : L'Incroyable Burt Wonderstone (The Incredible Burt Wonderstone) de Don Scardino : Steve Haines
- 2013 : Kick-Ass 2 de Jeff Wadlow : Sal Bertolinni / le colonel Stars
- 2014 : Dumb and Dumber De (Dumb and Dumber To) de Peter et Bobby Farrelly : Lloyd Christmas
- 2016 : Dark Murders (Dark Crimes) d'Alexandros Avranas : Tadek
- 2016 : The Bad Batch d'Ana Lily Amirpour : The Hermit
- 2020 : Sonic, le film (Sonic the Hedgehog) de Jeff Fowler : Dr Ivo Robotnik
- 2022 : Sonic 2, le film (Sonic the Hedgehog 2) de Jeff Fowler : Dr Ivo Robotnik
- 2024 : Sonic 3, le film (Sonic the Hedgehog 3) de Jeff Fowler : Dr Ivo Robotnik, Dr Gerald Robotnik

#### Courts métrages
- 2003 : Pecan Pie de Michel Gondry : l'homme à bord du lit roulant (court métrage réalisé pendant le tournage du film Eternal Sunshine of the Spotless Mind)
- 2010 : Presidential Reunion de Ron Howard : Ronald Reagan

#### Films d'animation
- 2008 : Horton de Jimmy Hayward et Steve Martino : Horton (voix)
- 2009 : Le Drôle de Noël de Scrooge (A Christmas Carol) de Robert Zemeckis : Ebenezer Scrooge / les fantômes de Noël passé, présent et futur (voix et gestuelle)

### Télévision

#### Téléfilms
- 1983 : Introducing... Janet (Rubberface), de Glen Salzman et Rebecca Yates : Tony Moroni
- 1989 : Le Carnet fatal (Mike Hammer: Murder Takes All) de John Nicolella (en) : Brad Peters
- 1992 : Doing Time on Maple Drive de Ken Olin : Tim Carter

#### Séries télévisées
- 1980 : The All-Night Show : voix diverses
- 1984 : The Duck Factory, d'Allan Burns : Skip Tarkenton
- 1990 : In Living Color de Keenen Ivory Wayans : rôles divers (jusqu'en 1994)
- 2011 : The Office de Greg Daniels : The Fingerlakes Guy (épisode Search Committee)
- 2012 : 30 Rock : Dave Williams (série télévisée - épisode Leap Day)
- 2015 : Comedians in Cars Getting Coffee de Jerry Seinfeld : lui-même.
- 2018-2020 : Kidding de Michel Gondry : Jeff Piccirillo

## Distinctions

### Récompenses
- 1995 : Blockbuster Entertainment Awards du meilleur espoir masculin dans une comédie sur vidéo pour son rôle dans Ace Ventura, détective chiens et chats
- 1995 : Blockbuster Entertainment Awards du meilleur acteur dans une comédie sur vidéo pour son rôle dans Ace Ventura, détective chiens et chats
- 1995 : Kids' Choice Awards du meilleur acteur dans une comédie pour son rôle dans Ace Ventura, détective chiens et chats
- 1995 : Kids' Choice Awards du meilleur acteur dans un film musical pour son rôle dans The Mask
- 1998 : Blockbuster Entertainment Awards du meilleur acteur dans une comédie pour son rôle dans Menteur, menteur
- 1999 : Golden Globe du meilleur acteur dans une comédie dramatique pour The Truman Show (1998)
- 2000 : Golden Globe du meilleur acteur dans un drame biographique pour Man on the Moon (1999)
- 2001 : Blockbuster Entertainment Award du meilleur acteur dans une comédie fantastique pour son rôle dans Le Grinch

### Nominations
- 1995 : Golden Globe du meilleur acteur dans une comédie fantastique pour The Mask (1994)
- 1996 : American Comedy Awards du meilleur acteur dans une comédie pour son rôle dans Ace Ventura en Afrique
- 1998 : Golden Globe du meilleur acteur dans une comédie pour Menteur, menteur (1997)
- 1999 : American Comedy Awards du meilleur acteur dans une comédie pour son rôle dans The Larry Sanders Show
- 1999 : American Comedy Awards du meilleur acteur dans une comédie dramatique pour The Truman Show (1998)
- 1999 : Chicago Film Critics Association Awards du meilleur acteur dans une comédie dramatique pour The Truman Show (1998)
- 1999 : Blockbuster Entertainment Awards du meilleur acteur dans une comédie dramatique pour son rôle dans The Truman Show
- 2000 : Saturn Award du meilleur acteur dans un drame biographique pour Man on the Moon (1999)
- 2000 : Canadian Comedy Awards du meilleur acteur dans une comédie dramatique pour son rôle dans Man on the Moon
- 2001 : Blockbuster Entertainment Award du meilleur acteur dans une comédie romantique pour son rôle dans Fous d'Irène
- 2001 : Canadian Comedy Awards de la meilleure performance masculine assez drôle dans une comédie fantastique pour son rôle dans Le Grinch
- 2001 : Saturn Award du meilleur acteur dans une comédie fantastique pour son rôle dans Le Grinch
- 2001 : Empire Award du meilleur acteur dans une comédie fantastique pour son rôle dans Le Grinch
- 2001 : Golden Globe du meilleur acteur dans une comédie fantastique pour Le Grinch (2000)
- 2005 : British Academy Film Award du meilleur acteur dans un drame de science-fiction pour Eternal Sunshine of the Spotless Mind (2005).
- 2005 : l'Empire Award du meilleur acteur dans un drame de science-fiction pour Eternal Sunshine of the Spotless Mind (2005);
- 2005 : Saturn Award du meilleur acteur dans un drame de science-fiction pour Eternal Sunshine of the Spotless Mind (2005);
- 2005 : Golden Globe du meilleur acteur dans un drame de science-fiction pour Eternal Sunshine of the Spotless Mind (2005)
- 2019 : Golden Globe du meilleur acteur dans une série télévisée musicale ou comique pour Kidding (2018)

## Voix francophones
En version française, Emmanuel Curtil est la voix régulière de Jim Carrey depuis Ace Ventura, détective pour chiens et chats (1994). Il a doublé l'acteur dans The Mask, The Truman Show, Dumb and Dumber, Eternal Sunshine of the Spotless Mind et les films Sonic. À noter que le doublage de Vampire Forever (1985) a été effectué en 1995.
À titre exceptionnel, il a aussi été doublé par Vincent Ropion dans le film Peggy Sue s'est mariée, Serge Faliu dans La Dernière Cible, Vincent Violette dans Batman Forever, Arnaud Arbessier dans Simon Birch, Thierry Hancisse dans Le Nombre 23, Dany Boon dans le film d'animation Horton, François Berléand dans le documentaire Under the Sea et Jean-Michel Richaud dans Dark Crimes.
En version québécoise, Daniel Picard lui a prêté sa voix durant 16 films (dont Le Masque, Ace Ventura : L'Appel de la nature et Bruce le tout-puissant). Parmi les exceptions, on peut citer aussi Sébastien Dhavernas dans Les Enjeux de la mort, Marc Labrèche dans Ace Ventura mène l'enquête, Pierre Auger dans Batman à Jamais, Alain Zouvi dans Simon Birch et Guillaume Lemay-Thivierge dans Horton entend un Quil.

### Versions françaises
- Emmanuel Curtil : Ace Ventura, détective chiens et chats, The Mask, The Truman Show, Bruce tout-puissant, Eternal Sunshine of the Spotless Mind[28]., etc.
- Vincent Violette : Batman Forever[29]
- Thierry Hancisse : Le Nombre 23

### Versions québécoises
Note : La liste indique les titres québécois.
- Daniel Picard : Le Masque, L'Homme sur la Lune, Bruce le tout-puissant, Le Nombre 23, Monsieur Oui[31]

#### Ouvrages
- Jacques Demang, Les mille et un visages de Jim Carrey, éditions Rouge Profond, 2016
- Adrien Dénouette, Jim Carrey : L'Amérique démasquée, Façonnage éditions, 2020

### Articles et interviews
- Propos de Jim Carrey recueillis par Henry Arnaud, « Jim Carrey, la résurrection. Après plusieurs années sans jouer, le comédien est le héros de la série Kidding, réalisée par Michel Gondry. Rencontre. », Télécâble Sat Hebdo no 1481, SETC, Saint-Cloud, 17 septembre 2018, p. 8-9,  (ISSN 1630-6511)

### Documentaires
- Jim et Andy, réalisé par Chris Smith, 2017
- Jim Carrey : L'Amérique démasquée, réalisé par Adrien Dénouette et Thibaut Sève, production Arte France et Bellota Films, 2022

### Émissions de radio
- Jim Carrey incarne-t-il les années 90 ?, émission Sans oser le demander, France Culture, 13 octobre 2021